# Кремер, Андрей Иванович
Андре́й Ива́нович Кре́мер, Андрей фон Кремер (1798 — 1855) — русский этнограф, один из первых исследователей Воронежского края, краевед.
Поместил в «Воронежских губернских ведомостях» ряд ценных в этнографическом отношении статей, из которых: «Обычаи, поверья и предрассудки крестьян с. Верхотишанки» («Воронежские губернские ведомости», 1851) дала богатый материал для исследования Ф. И. Буслаева о языческих преданиях («Исторические очерки русской народной словесности и искусства», 1861, Т. 1—2, I).